# Wilfried Kanga
Wilfried Kanga (* 21. Februar 1998 in Montreuil) ist ein französisch-ivorischer Fußballspieler, der bei Dinamo Zagreb unter Vertrag steht.

## Karriere

### Vereine
Kanga begann seine Laufbahn bei den französischen Amateurklubs FCM Garges-lès-Gonesse, FC Villepinte und Sevran FC, bevor er in die Jugend des Hauptstadtklubs Paris Saint-Germain wechselte. In der Saison 2016/17 wurde er an den Drittligisten US Créteil-Lusitanos ausgeliehen. Am 2. September 2016, dem 5. Spieltag, gab er beim 3:0 gegen den FC Chambly sein Debüt in der drittklassigen Championnat National, als er in der Startelf stand. Er avancierte zum Stammspieler und bestritt bis Saisonende 24 Spiele in der dritthöchsten französischen Spielklasse, wobei er fünf Tore erzielte. Nach Leihende wechselte er zur Spielzeit 2017/18 fest zum Erstligisten SCO Angers. Er debütierte in der erstklassigen Ligue 1 am 27. August 2017, dem 4. Spieltag, als er beim 1:1 gegen den OSC Lille in der 62. Minute für Enzo Crivelli eingewechselt wurde. Bis Saisonende absolvierte er neun Partien in der ersten französischen Liga. 2018/19 spielte er 18-mal in der Ligue 1 und schoss dabei zwei Tore. Zudem kam er je einmal im Coupe de France und in der Coupe de la Ligue zum Einsatz; in beiden Wettbewerben schied Angers in der 3. Runde aus. 2019/20 absolvierte er vier Spiele in der Ligue 1 und eine Partie in der Coupe de la Ligue (ein Tor). Angers verlor erneut in der 3. Runde. 2020/21 wechselte er nach zwei Partien in der Ligue 1 im September 2020 zum türkischen Erstligisten Kayserispor. Sein Debüt in der erstklassigen Süper Lig gab er am 19. September desselben Jahres, dem 2. Spieltag, als er beim 0:2 gegen Alanyaspor in der Startelf stand. Bis zum Ende der Spielzeit kam er zu 14 Spielen in der höchsten türkischen Spielklasse, in denen er zwei Tore erzielte. Im türkischen Fußballpokal bestritt er ein Spiel (ein Tor); die Mannschaft schied in der 4. Runde aus.
Zur Saison 2021/22 schloss sich Kanga dem Schweizer Meister BSC Young Boys an. Der Mittelstürmer unterschrieb einen bis Sommer 2024 datierten Vertrag.
Zur Saison 2022/23 wechselte er in die Bundesliga zu Hertha BSC. Er unterschrieb einen bis zum 30. Juni 2026 datierten Vertrag.
Anfang August 2023 wurde er für eine Saison nach Belgien zum Erstligisten Standard Lüttich ausgeliehen. Er bestritt dort 36 von 38 möglichen Ligaspielen, in denen er 12 Tore schoss, sowie ein Pokalspiel.
Zur Saison 2024/25 folgte eine Leihe zu Cardiff City. Diese wurde im Januar 2025 vorzeitig beendet und Kanga wechselte zu Dinamo Zagreb.

### Nationalmannschaft
Kanga spielte einmal für die U20-Nationalmannschaft der Elfenbeinküste, bevor er den Verband wechselte und 2018 zu vier Einsätzen für die französische U20-Nationalmannschaft kam, wobei ihm ein Tor gelang. Im September 2022 lief er zweimal für Nationalmannschaft der Elfenbeinküste auf.